# Faruk Namdar
Faruk Namdar (* 6. Mai 1974 in Berlin, Deutschland) ist ein ehemaliger türkischer Fußballspieler.

## Jugendjahre
Faruk Namdar kam 1974 als Sohn eines Gastarbeiters auf die Welt und begann mit dem Fußball im Alter von 13 Jahren beim BSV Hürriyetspor, ein Verein, der von türkischen Mitbürgern in Berlin gegründet wurde. 1991 wurde er von den Reinickendorfer Füchsen verpflichtet und spielte dort zwei Spielzeiten lang. Nach den zwei Jahren bei den Füchsen wechselte er zu Tennis Borussia Berlin, wo er dann 1998 in die A-Mannschaft berufen wurde und dort sein Profi-Debüt gab.

## Karriere
In der halben Saison, in der er für Tennis Borussia Berlin auflief, kam er in 12 Ligaspielen zum Einsatz und erzielte ein Tor. Da er eher selten zum Einsatz kam, wurde er in der Winterpause für die nächste Hälfte der Saison an Hannover 96 verliehen. Zu Beginn der Saison 1999/00 wechselte er mit seinem Mannschaftskameraden Celaleddin Koçak in die Türkei zu Altay İzmir. Dort machte er mit guten Leistungen auf sich aufmerksam und wechselte nach Ende der Spielzeit 1999/00 wieder mit seinem Mannschaftskameraden Celaleddin Koçak zum Erstligisten MKE Ankaragücü. Die Saison 2000/01 beendete Namdar mit seiner Mannschaft auf dem sechsten Platz und die folgende Saison auf dem Vierten, wodurch man sich für Saison 2002/03 für den UEFA Cup qualifizierte. Da er hier auch eher selten zum Einsatz kam, wurde er 2003 für den Rest der Saison an Karşıyaka SK verliehen. Nach zwei weiteren Spielzeiten bei Ankaragücü, in denen er selten zum Einsatz kam, wechselte er 2006 zu Mardinspor, wo er nach einer Saison seine Karriere als Spieler beendete.